# Mistrzostwa Świata w Piłce Nożnej 1962 (składy)
Składy finalistów Mistrzostw Świata w Piłce Nożnej w 1962 rozgrywanych w Chile.

## Grupa 1

### ZSRR
Trener: Gawriił Kaczalin
| Nr | Poz | Piłkarz              | Data urodz.          | Gry | Klub             |
| -- | --- | -------------------- | -------------------- | --- | ---------------- |
| 1  | BR  | Lew Jaszyn           | 22 października 1929 | 42  | Dinamo Moskwa    |
| 2  | BR  | Władimir Masłaczenko | 5 marca 1936         | 8   | Lokomotiw Moskwa |
| 3  | BR  | Sergo Kotrikadze     | 9 sierpnia 1936      | 0   | Dinamo Tbilisi   |
| 4  | OB  | Eduard Dubinski      | 6 kwietnia 1935      | 9   | CSKA Moskwa      |
| 5  | OB  | Giwi Czocheli        | 27 czerwca 1937      | 16  | Dinamo Tbilisi   |
| 6  | OB  | Łeonid Ostrowski     | 17 stycznia 1936     | 3   | Torpedo Moskwa   |
| 7  | OB  | Anatolij Maslonkin   | 26 czerwca 1930      | 29  | Spartak Moskwa   |
| 8  | PO  | Albert Szestierniow  | 20 czerwca 1941      | 1   | CSKA Moskwa      |
| 9  | PO  | Nikołaj Manoszyn     | 6 marca 1938         | 8   | Torpedo Moskwa   |
| 10 | PO  | Igor Nietto          | 9 stycznia 1930      | 48  | Spartak Moskwa   |
| 11 | PO  | Jożef Sabo           | 1 marca 1940         | 0   | Dynamo Kijów     |
| 12 | OB  | Walerij Woronin      | 17 lipca 1939        | 14  | Torpedo Moskwa   |
| 13 | NA  | Giennadij Gusarow    | 11 marca 1937        | 5   | Torpedo Moskwa   |
| 14 | NA  | Walentin Iwanow      | 19 listopada 1934    | 39  | Torpedo Moskwa   |
| 15 | NA  | Wiktor Kanewski      | 3 października 1936  | 3   | Dynamo Kijów     |
| 16 | NA  | Aleksiej Mamykin     | 29 lutego 1936       | 7   | CSKA Moskwa      |
| 17 | NA  | Micheil Meschi       | 12 stycznia 1937     | 18  | Dinamo Tbilisi   |
| 18 | PO  | Slawa Metreweli      | 30 maja 1936         | 19  | Torpedo Moskwa   |
| 19 | NA  | Wiktor Poniedielnik  | 22 maja 1937         | 15  | SKA Rostów       |
| 20 | NA  | Wiktor Serebrianikow | 29 marca 1940        | 0   | Dynamo Kijów     |
| 21 | PO  | Galimzian Chusainow  | 27 czerwca 1937      | 3   | Spartak Moskwa   |
| 22 | PO  | Igor Czislenko       | 8 września 1939      | 5   | Dinamo Moskwa    |

### Jugosławia
Trener: Ljubomir Lovrić i Prvoslav Mihajlović
| Nr | Poz | Piłkarz             | Data urodz.          | Gry | Klub                  |
| -- | --- | ------------------- | -------------------- | --- | --------------------- |
| 1  | BR  | Milutin Šoškić      | 31 grudnia 1937      | 29  | Partizan Belgrad      |
| 2  | OB  | Vladimir Durković   | 6 listopada 1937     | 33  | Crvena zvezda Belgrad |
| 3  | OB  | Fahrudin Jusufi     | 8 grudnia 1939       | 29  | Partizan Belgrad      |
| 4  | PO  | Petar Radaković     | 2 lutego 1937        | 9   | NK Rijeka             |
| 5  | OB  | Vlatko Marković     | 1 stycznia 1937      | 7   | Dinamo Zagrzeb        |
| 6  | OB  | Vladimir Popović    | 17 marca 1935        | 3   | Crvena zvezda Belgrad |
| 7  | NA  | Andrija Anković     | 16 lipca 1937        | 7   | Hajduk Split          |
| 8  | PO  | Dragoslav Šekularac | 8 listopada 1937     | 29  | Crvena zvezda Belgrad |
| 9  | NA  | Dražan Jerković     | 6 sierpnia 1936      | 9   | Dinamo Zagrzeb        |
| 10 | PO  | Milan Galić         | 8 marca 1938         | 28  | Partizan Belgrad      |
| 11 | NA  | Josip Skoblar       | 12 marca 1941        | 2   | OFK Beograd           |
| 12 | BR  | Srboljub Krivokuća  | 14 marca 1928        | 7   | OFK Beograd           |
| 13 | OB  | Slavko Svinjarević  | 16 kwietnia 1935     | 1   | FK Vojvodina          |
| 14 | OB  | Vasilije Šijaković  | 31 lipca 1929        | 10  | OFK Beograd           |
| 15 | PO  | Željko Matuš        | 9 sierpnia 1935      | 9   | Dinamo Zagrzeb        |
| 16 | NA  | Muhamed Mujić       | 25 kwietnia 1932     | 31  | Velež Mostar          |
| 17 | PO  | Vojislav Melić      | 5 stycznia 1940      | 0   | Crvena zvezda Belgrad |
| 18 | PO  | Vladimir Kovačević  | 7 stycznia 1940      | 4   | Partizan Belgrad      |
| 19 | BR  | Mirko Stojanović    | 11 czerwca 1939      | 2   | Dinamo Zagrzeb        |
| 20 | OB  | Žarko Nikolić       | 16 października 1938 | 9   | FK Vojvodina          |
| 21 | NA  | Nikola Stipić       | 18 grudnia 1937      | 0   | Crvena zvezda Belgrad |
| 22 | PO  | Aleksandar Ivoš     | 28 czerwca 1931      | 0   | Sloboda Tuzla         |

### Urugwaj
Trener: Juan Carlos Corazzo
| Nr | Poz | Piłkarz            | Data urodz.         | Gry | Klub                      |
| -- | --- | ------------------ | ------------------- | --- | ------------------------- |
| 1  | BR  | Roberto Sosa       | 14 czerwca 1935     |     | Club Nacional de Football |
| 2  | OB  | Horacio Troche     | 14 lutego 1936      |     | Club Nacional de Football |
| 3  | OB  | Emilio Álvarez     | 10 lutego 1939      |     | Club Nacional de Football |
| 4  | OB  | Omar Méndez        | 11 maja 1938        |     | Club Nacional de Football |
| 5  | PO  | Néstor Gonçalves   | 27 kwietnia 1936    |     | CA Peñarol                |
| 6  | PO  | Pedro Cubilla      | 1934                |     | Rampla Juniors            |
| 7  | NA  | Domingo Pérez      | 7 czerwca 1936      |     | Club Nacional de Football |
| 8  | PO  | Julio César Cortés | 29 marca 1941       |     | Sud América Montevideo    |
| 9  | NA  | José Sasía         | 27 grudnia 1933     |     | CA Peñarol                |
| 10 | PO  | Pedro Rocha        | 3 grudnia 1942      |     | CA Peñarol                |
| 11 | NA  | Luis Cubilla       | 28 marca 1940       |     | CA Peñarol                |
| 12 | BR  | Luis Maidana       | 24 lutego 1934      |     | CA Peñarol                |
| 14 | OB  | William Martínez   | 13 stycznia 1928    |     | CA Peñarol                |
| 15 | OB  | Rubén Soria        | 1935                |     | CA Cerro                  |
| 16 | PO  | Edgardo González   | 30 września 1936    |     | CA Peñarol                |
| 17 | OB  | Rubén González     | 1939                |     | Club Nacional de Football |
| 18 | OB  | Eliseo Álvarez     | 9 sierpnia 1940     |     | Club Nacional de Football |
| 19 | PO  | Ronald Langón      | 6 sierpnia 1939     |     | Defensor Sporting         |
| 20 | NA  | Mario Bergara      | 1 grudnia 1937      |     | Club Nacional de Football |
| 21 | NA  | Héctor Silva       | 1 lutego 1940       |     | Danubio FC                |
| 22 | NA  | Ángel Cabrera      | 9 października 1939 |     | Cerro Porteño             |
| 23 | NA  | Guillermo Escalada | 24 kwietnia 1936    |     | Club Nacional de Football |

### Kolumbia
Trener:  Adolfo Pedernera
| Nr | Poz | Piłkarz           | Data urodz.          | Gry | Klub                   |
| -- | --- | ----------------- | -------------------- | --- | ---------------------- |
| 1  | BR  | Efraín Sánchez    | 27 lutego 1926       |     | Atlético Nacional      |
| 2  | BR  | Achito Vivas      |                      |     | Deportivo Pereira      |
| 3  | OB  | Francisco Zuluaga | 4 lutego 1929        |     | Independiente Santa Fe |
| 4  | OB  | Aníbal Alzate     | 31 stycznia 1933     |     | Deportes Tolima        |
| 5  | OB  | Jaime González    | 1 kwietnia 1938      |     | América Cali           |
| 6  | OB  | Ignacio Calle     |                      |     | Atlético Nacional      |
| 7  | OB  | Carlos Aponte     |                      |     | Independiente Santa Fe |
| 8  | OB  | Héctor Echeverri  | 10 kwietnia 1938     |     | Atlético Nacional      |
| 9  | PO  | Jaime Silva       | 10 października 1935 |     | Independiente Santa Fe |
| 10 | PO  | Rolando Serrano   | 13 listopada 1938    |     | América Cali           |
| 11 | OB  | Óscar López       | 2 kwietnia 1939      |     | Once Caldas            |
| 12 | PO  | Hernando Tovar    |                      |     | Independiente Santa Fe |
| 13 | NA  | Germán Aceros     | 30 września 1938     |     | Deportivo Cali         |
| 14 | NA  | Luis Paz          |                      |     | América Cali           |
| 15 | PO  | Marcos Coll       | 23 sierpnia 1935     |     | América Cali           |
| 16 | NA  | Ignacio Pérez     |                      |     | Once Caldas            |
| 17 | NA  | Marino Klinger    | 7 lutego 1936        |     | Millonarios FC         |
| 18 | NA  | Eusebio Escobar   |                      |     | Deportivo Pereira      |
| 19 | NA  | Delio Gamboa      | 28 stycznia 1936     |     | Millonarios FC         |
| 20 | NA  | Antonio Rada      | 13 czerwca 1937      |     | Deportivo Pereira      |
| 21 | NA  | Héctor González   | 7 lipca 1937         |     | Independiente Santa Fe |
| 22 | NA  | Jairo Arias       | 2 listopada 1938     |     | Atlético Nacional      |

## Grupa 2

### NRF
Trener: Sepp Herberger
| Nr | Poz | Piłkarz                 | Data urodz.          | Gry | Klub                     |
| -- | --- | ----------------------- | -------------------- | --- | ------------------------ |
| 1  | BR  | Hans Tilkowski          | 12 lipca 1935        | 18  | Westfalia Herne          |
| 2  | OB  | Herbert Erhardt         | 6 lipca 1930         | 45  | Greuther Fürth           |
| 3  | OB  | Karl-Heinz Schnellinger | 31 marca 1939        | 19  | 1. FC Köln               |
| 4  | OB  | Willi Schulz            | 4 października 1938  | 8   | Schalke 04 Gelsenkirchen |
| 5  | OB  | Leo Wilden              | 3 lipca 1936         | 6   | 1. FC Köln               |
| 6  | PO  | Horst Szymaniak         | 29 sierpnia 1934     | 33  | Calcio Catania           |
| 7  | PO  | Willi Koslowski         | 17 lutego 1937       | 1   | Schalke 04 Gelsenkirchen |
| 8  | NA  | Helmut Haller           | 21 lipca 1939        | 16  | BC Augsburg              |
| 9  | NA  | Uwe Seeler              | 5 listopada 1936     | 30  | Hamburger SV             |
| 10 | PO  | Albert Brülls           | 26 marca 1937        | 18  | Borussia Mönchengladbach |
| 11 | NA  | Hans Schäfer            | 19 października 1927 | 35  | 1. FC Köln               |
| 12 | OB  | Hans Nowak              | 9 sierpnia 1937      | 3   | Schalke 04 Gelsenkirchen |
| 13 | OB  | Jürgen Kurbjuhn         | 26 lipca 1940        | 1   | Hamburger SV             |
| 14 | OB  | Jürgen Werner           | 15 sierpnia 1935     | 2   | Hamburger SV             |
| 15 | PO  | Willi Giesemann         | 2 września 1937      | 9   | Bayern Monachium         |
| 16 | PO  | Hans Sturm              | 3 września 1934      | 2   | 1. FC Köln               |
| 17 | NA  | Engelbert Kraus         | 30 lipca 1934        | 5   | Kickers Offenbach        |
| 18 | PO  | Günther Herrmann        | 1 września 1939      | 7   | Karlsruher SC            |
| 19 | NA  | Heinz Strehl            | 20 lipca 1938        | 0   | 1. FC Nürnberg           |
| 20 | NA  | Heinz Vollmar           | 26 kwietnia 1936     | 12  | 1. FC Saarbrücken        |
| 21 | BR  | Günter Sawitzki         | 22 listopada 1932    | 9   | VfB Stuttgart            |
| 22 | BR  | Wolfgang Fahrian        | 31 maja 1941         | 1   | TSG Ulm 1846             |

### Chile
Trener: Fernando Riera
| Nr | Poz | Piłkarz            | Data urodz.          | Gry | Klub                      |
| -- | --- | ------------------ | -------------------- | --- | ------------------------- |
| 1  | BR  | Misael Escuti      | 20 grudnia 1926      | 31  | CSD Colo-Colo             |
| 2  | OB  | Luis Eyzaguirre    | 22 czerwca 1939      | 19  | Club Universidad de Chile |
| 3  | OB  | Raúl Sánchez       | 26 października 1933 | 21  | Santiago Wanderers        |
| 4  | OB  | Sergio Navarro     | 20 listopada 1936    | 26  | Club Universidad de Chile |
| 5  | OB  | Carlos Contreras   | 7 października 1938  | 6   | Club Universidad de Chile |
| 6  | PO  | Eladio Rojas       | 8 listopada 1934     | 11  | Everton Viña del Mar      |
| 7  | NA  | Jaime Ramírez      | 14 sierpnia 1931     | 39  | Club Universidad de Chile |
| 8  | PO  | Jorge Toro         | 10 stycznia 1939     | 15  | CSD Colo-Colo             |
| 9  | NA  | Honorino Landa     | 1 czerwca 1942       | 4   | Unión Española            |
| 10 | NA  | Alberto Fouillioux | 22 listopada 1940    | 15  | Universidad Católica      |
| 11 | NA  | Leonel Sánchez     | 25 kwietnia 1936     | 45  | Club Universidad de Chile |
| 12 | BR  | Adán Godoy         | 26 listopada 1936    | 0   | Club Universidad de Chile |
| 13 | OB  | Sergio Valdés      | 22 czerwca 1935      | 16  | Universidad Católica      |
| 14 | OB  | Hugo Lepe          | 14 kwietnia 1940     | 1   | Club Universidad de Chile |
| 15 | OB  | Manuel Rodríguez   | 18 stycznia 1938     | 2   | Unión Española            |
| 16 | OB  | Humberto Cruz      | 6 grudnia 1934       | 2   | Club Universidad de Chile |
| 17 | PO  | Mario Ortiz        | 28 stycznia 1936     | 12  | CSD Colo-Colo             |
| 18 | NA  | Mario Moreno       | 31 grudnia 1935      | 24  | CSD Colo-Colo             |
| 19 | NA  | Braulio Musso      | 24 maja 1937         | 14  | Club Universidad de Chile |
| 20 | NA  | Carlos Campos      | 14 lutego 1937       | 2   | Club Universidad de Chile |
| 21 | NA  | Armando Tobar      | 7 czerwca 1938       | 17  | Universidad Católica      |
| 22 | BR  | Manuel Astorga     | 16 marca 1943        | 5   | Club Universidad de Chile |

### Włochy
Trener: Paolo Mazza i Giovanni Ferrari
| Nr | Poz | Piłkarz              | Data urodz.          | Gry | Klub           |
| -- | --- | -------------------- | -------------------- | --- | -------------- |
| 1  | BR  | Lorenzo Buffon       | 19 grudnia 1929      | 13  | Inter Mediolan |
| 2  | OB  | Giacomo Losi         | 9 listopada 1935     | 9   | AS Roma        |
| 3  | PO  | Luigi Radice         | 15 stycznia 1935     | 2   | A.C. Milan     |
| 4  | OB  | Sandro Salvadore     | 29 listopada 1939    | 5   | A.C. Milan     |
| 5  | OB  | Cesare Maldini       | 5 lutego 1932        | 6   | A.C. Milan     |
| 6  | PO  | Giovanni Trapattoni  | 17 marca 1939        | 7   | A.C. Milan     |
| 7  | NA  | Bruno Mora           | 29 marca 1937        | 9   | Juventus F.C.  |
| 8  | NA  | Humberto Maschio     | 20 lutego 1933       | 1   | Atalanta BC    |
| 9  | NA  | José Altafini        | 24 lipca 1938        | 4   | A.C. Milan     |
| 10 | NA  | Omar Sivori          | 2 października 1935  | 7   | Juventus F.C.  |
| 11 | NA  | Giampaolo Menichelli | 29 czerwca 1938      | 2   | AS Roma        |
| 12 | BR  | Carlo Mattrel        | 14 kwietnia 1937     | 1   | US Palermo     |
| 13 | BR  | Enrico Albertosi     | 2 listopada 1939     | 1   | AC Fiorentina  |
| 14 | NA  | Gianni Rivera        | 18 sierpnia 1943     | 1   | A.C. Milan     |
| 15 | NA  | Angelo Sormani       | 3 lipca 1939         | 0   | AC Mantova     |
| 16 | OB  | Enzo Robotti         | 13 czerwca 1935      | 6   | AC Fiorentina  |
| 17 | NA  | Ezio Pascutti        | 1 czerwca 1937       | 1   | FC Bologna     |
| 18 | OB  | Mario David          | 13 marca 1934        | 2   | A.C. Milan     |
| 19 | OB  | Francesco Janich     | 27 marca 1937        | 0   | FC Bologna     |
| 20 | PO  | Paride Tumburus      | 8 marca 1939         | 0   | FC Bologna     |
| 21 | PO  | Giorgio Ferrini      | 18 sierpnia 1939     | 1   | AC Torino      |
| 22 | NA  | Giacomo Bulgarelli   | 24 października 1940 | 0   | FC Bologna     |

### Szwajcaria
Trener:  Karl Rappan
| Nr | Poz | Piłkarz           | Data urodz.          | Gry | Klub                    |
| -- | --- | ----------------- | -------------------- | --- | ----------------------- |
| 1  | BR  | Karl Elsener      | 13 sierpnia 1934     |     | Grasshoppers Zurych     |
| 2  | BR  | Antonio Permunian | 15 sierpnia 1930     |     | FC Luzern               |
| 3  | BR  | Kurt Stettler     | 21 sierpnia 1932     |     | FC Basel                |
| 4  | OB  | Willy Kernen      | 6 sierpnia 1929      |     | FC La Chaux-de-Fonds    |
| 5  | OB  | Fritz Morf        | 29 stycznia 1928     |     | FC Grenchen             |
| 6  | OB  | Peter Rösch       | 15 września 1930     |     | Servette FC             |
| 7  | OB  | Heinz Schneiter   | 12 kwietnia 1935     |     | BSC Young Boys          |
| 8  | OB  | Ely Tacchella     | 25 maja 1936         |     | Lausanne Sports Lozanna |
| 9  | OB  | André Grobéty     | 22 czerwca 1933      |     | Lausanne Sports Lozanna |
| 10 | OB  | Fritz Kehl        |                      |     | FC Zürich               |
| 11 | OB  | Eugen Meier       | 30 kwietnia 1930     |     | BSC Young Boys          |
| 12 | NA  | Marcel Vonlanden  | 8 września 1933      |     | Lausanne Sports Lozanna |
| 13 | PO  | Hans Weber        | 8 września 1934      |     | FC Basel                |
| 14 | PO  | Anton Allemann    | 6 stycznia 1936      |     | AC Mantova              |
| 15 | NA  | Charles Antenen   | 3 listopada 1929     |     | FC La Chaux-de-Fonds    |
| 16 | NA  | Richard Dürr      | 1 grudnia 1938       |     | Lausanne Sports Lozanna |
| 17 | NA  | Norbert Eschmann  | 19 marca 1933        |     | Stade Français Paryż    |
| 18 | NA  | Philippe Pottier  | 9 lipca 1938         |     | Stade Français Paryż    |
| 19 | NA  | Gilbert Rey       | 30 października 1930 |     | Lausanne Sports Lozanna |
| 20 | PO  | Roger Vonlanthen  | 5 grudnia 1930       |     | Lausanne Sports Lozanna |
| 21 | NA  | Rolf Wüthrich     | 4 września 1938      |     | Servette FC             |
| 22 | NA  | Roberto Frigerio  | 16 maja 1938         |     | FC La Chaux-de-Fonds    |

## Grupa 3

### Brazylia
Trener: Aymoré Moreira
| Nr | Poz | Piłkarz       | Data urodz.          | Gry | Klub                      |
| -- | --- | ------------- | -------------------- | --- | ------------------------- |
| 1  | BR  | Gilmar        | 22 sierpnia 1930     |     | Santos FC                 |
| 2  | OB  | Djalma Santos | 27 lutego 1929       |     | SE Palmeiras              |
| 3  | OB  | Mauro         | 30 sierpnia 1930     |     | Santos FC                 |
| 4  | PO  | Zito          | 18 sierpnia 1932     |     | Santos FC                 |
| 5  | OB  | Zózimo        | 19 czerwca 1932      |     | Bangu AC                  |
| 6  | OB  | Nílton Santos | 16 maja 1927         |     | Botafogo FR               |
| 7  | NA  | Garrincha     | 28 października 1933 |     | Botafogo FR               |
| 8  | PO  | Didi          | 8 października 1929  |     | Botafogo FR               |
| 9  | NA  | Coutinho      | 11 czerwca 1943      |     | Santos FC                 |
| 10 | NA  | Pelé          | 23 października 1940 |     | Santos FC                 |
| 11 | NA  | Pepe          | 25 lutego 1925       |     | Santos FC                 |
| 12 | OB  | Jair Marinho  | 17 lipca 1936        |     | Fluminense Rio de Janeiro |
| 13 | OB  | Bellini       | 7 czerwca 1930       |     | São Paulo                 |
| 14 | OB  | Jurandir      | 12 listopada 1940    |     | São Paulo                 |
| 15 | OB  | Altair        | 21 stycznia 1938     |     | Fluminense Rio de Janeiro |
| 16 | PO  | Zequinha      | 18 listopada 1934    |     | SE Palmeiras              |
| 17 | PO  | Mengálvio     | 17 grudnia 1939      |     | Santos FC                 |
| 18 | NA  | Jair da Costa | 9 lipca 1940         |     | Portuguesa São Paulo      |
| 19 | NA  | Vavá          | 12 listopada 1934    |     | SE Palmeiras              |
| 20 | NA  | Amarildo      | 29 czerwca 1939      |     | Botafogo FR               |
| 21 | NA  | Zagallo       | 9 sierpnia 1931      |     | Botafogo FR               |
| 22 | BR  | Castilho      | 27 listopada 1927    |     | Fluminense Rio de Janeiro |

### Czechosłowacja
Trener: Rudolf Vytlačil
| Nr | Poz | Piłkarz             | Data urodz.          | Gry | Klub                      |
| -- | --- | ------------------- | -------------------- | --- | ------------------------- |
| 1  | BR  | Viliam Schrojf      | 2 sierpnia 1931      | 22  | Slovan Bratysława         |
| 2  | OB  | Jan Lála            | 10 września 1936     | 1   | Dynamo Praga              |
| 3  | OB  | Ján Popluhár        | 12 sierpnia 1935     | 27  | Slovan Bratysława         |
| 4  | OB  | Ladislav Novák      | 5 grudnia 1931       | 59  | Dukla Praga               |
| 5  | OB  | Svatopluk Pluskal   | 28 października 1930 | 38  | Dukla Praga               |
| 6  | PO  | Josef Masopust      | 9 lutego 1931        | 44  | Dukla Praga               |
| 7  | PO  | Jozef Štibrányi     | 11 kwietnia 1940     | 3   | Spartak Trnava            |
| 8  | NA  | Adolf Scherer       | 5 maja 1938          | 18  | Cervena Hvezda Bratysława |
| 9  | NA  | Pavol Molnár        | 13 lutego 1936       | 20  | Slovan Bratysława         |
| 10 | NA  | Jozef Adamec        | 26 lutego 1942       | 4   | Dukla Praga               |
| 11 | NA  | Josef Jelínek       | 9 stycznia 1941      | 4   | Dukla Praga               |
| 12 | OB  | Jiří Tichý          | 6 grudnia 1933       | 13  | Cervena Hvezda Bratysława |
| 13 | BR  | František Schmucker | 28 stycznia 1940     | 1   | RH Brno                   |
| 14 | NA  | Václav Mašek        | 21 marca 1941        | 7   | Spartak Praha Sokolovo    |
| 15 | NA  | Vladimír Koiš       | 9 sierpnia1935       | 1   | ČKD Praha                 |
| 16 | OB  | Titus Buberník      | 12 października 1933 | 17  | Cervena Hvezda Bratysława |
| 17 | NA  | Tomáš Pospíchal     | 26 czerwca 1936      | 10  | Baník Ostrava             |
| 18 | NA  | Josef Kadraba       | 29 września 1933     | 9   | SONP Kladno               |
| 19 | NA  | Andrej Kvašňák      | 19 maja 1936         | 12  | Spartak Praha Sokolovo    |
| 20 | NA  | Jaroslav Borovička  | 26 stycznia 1931     | 21  | Dukla Praga               |
| 21 | OB  | Jozef Bomba         | 30 marca 1939        | 6   | Tatran Preszów            |
| 22 | BR  | Pavel Kouba         | 1 września 1938      | 0   | Dukla Praga               |

### Meksyk
Trener: Ignacio Trelles
| Nr | Poz | Piłkarz             | Data urodz.          | Gry | Klub                  |
| -- | --- | ------------------- | -------------------- | --- | --------------------- |
| 1  | BR  | Antonio Carbajal    | 7 czerwca 1929       |     | León                  |
| 2  | OB  | Jesús del Muro      | 30 listopada 1937    |     | Atlas Guadalajara     |
| 3  | OB  | Guillermo Sepúlveda | 28 lutego 1934       |     | Chivas Guadalajara    |
| 4  | OB  | José Villegas       | 20 czerwca 1934      |     | Chivas Guadalajara    |
| 5  | OB  | Raúl Cárdenas       | 30 października 1928 |     | CD Zacatapec          |
| 6  | PO  | Pedro Nájera        | 3 lutego 1929        |     | Club América          |
| 7  | NA  | Alfredo del Aguila  | 3 stycznia 1935      |     | Toluca                |
| 8  | PO  | Salvador Reyes      | 20 września 1936     |     | Chivas Guadalajara    |
| 9  | NA  | Héctor Hernández    | 6 grudnia 1935       |     | Chivas Guadalajara    |
| 10 | NA  | Guillermo Ortíz     |                      |     | Necaxa Aguascalientes |
| 11 | NA  | Isidoro Díaz        | 14 marca 1940        |     | Chivas Guadalajara    |
| 12 | BR  | Jaime Gómez         |                      |     | Chivas Guadalajara    |
| 13 | OB  | Arturo Chaires      | 14 marca 1937        |     | Chivas Guadalajara    |
| 14 | PO  | Pedro Romero        |                      |     | Toluca                |
| 15 | OB  | Ignacio Jáuregui    | 31 lipca 1938        |     | Atlas Guadalajara     |
| 16 | PO  | Salvador Farfán     |                      |     | Atlante FC            |
| 17 | NA  | Felipe Ruvalcaba    | 16 lutego 1941       |     | Oro Guadalajara       |
| 18 | NA  | Alfredo Hernández   | 18 czerwca 1935      |     | CF Monterrey          |
| 19 | NA  | Antonio Jasso       | 11 marca 1935        |     | Club América          |
| 20 | PO  | Mario Velarde       | 29 marca 1940        |     | Necaxa Aguascalientes |
| 21 | NA  | Alberto Baeza       |                      |     | Necaxa Aguascalientes |
| 22 | BR  | Antonio Mota        |                      |     | Oro Guadalajara       |

### Hiszpania
Trener:  Helenio Herrera
| Nr | Poz | Piłkarz               | Data urodz.          | Gry | Klub            |
| -- | --- | --------------------- | -------------------- | --- | --------------- |
| 1  | BR  | José Araquistáin      | 4 marca 1937         | 5   | Real Madryt     |
| 2  | BR  | Salvador Sadurní      | 3 kwietnia 1941      | 0   | FC Barcelona    |
| 3  | BR  | Carmelo               | 6 grudnia 1930       | 10  | Athletic Bilbao |
| 4  | NA  | Enrique Collar        | 2 listopada 1934     | 10  | Atlético Madryt |
| 5  | PO  | Luis del Sol          | 6 kwietnia 1935      | 10  | Real Madryt     |
| 6  | NA  | Alfredo Di Stéfano    | 4 lipca 1926         | 31  | Real Madryt     |
| 7  | OB  | Luis María Echeberría | 24 marca 1940        | 0   | Athletic Bilbao |
| 8  | PO  | Jesús Garay           | 10 września 1930     | 28  | FC Barcelona    |
| 9  | NA  | Francisco Gento       | 21 października 1933 | 26  | Real Madryt     |
| 10 | OB  | Sigfrido Gracia       | 27 marca 1932        | 8   | FC Barcelona    |
| 11 | OB  | Feliciano Rivilla     | 21 sierpnia 1936     | 9   | Atlético Madryt |
| 12 | NA  | Joaquín Peiró         | 29 stycznia 1936     | 7   | Atlético Madryt |
| 13 | OB  | Pachín                | 28 grudnia 1938      | 4   | Real Madryt     |
| 14 | NA  | Ferenc Puskás         | 2 kwietnia 1927      | 1   | Real Madryt     |
| 15 | NA  | Eulogio Martínez      | 11 czerwca 1935      | 7   | FC Barcelona    |
| 16 | OB  | Severino Reija        | 25 listopada 1938    | 0   | Real Saragossa  |
| 17 | OB  | Rodri                 | 8 marca 1934         | 0   | FC Barcelona    |
| 18 | NA  | Adelardo              | 26 września 1939     | 0   | Atlético Madryt |
| 19 | OB  | José Santamaría       | 31 lipca 1929        | 14  | Real Madryt     |
| 20 | OB  | Joan Segarra          | 15 listopada 1927    | 24  | FC Barcelona    |
| 21 | NA  | Luis Suárez           | 2 maja 1935          | 22  | Inter Mediolan  |
| 22 | PO  | Martín Vergés         | 8 marca 1934         | 10  | FC Barcelona    |

## Grupa 4

### Węgry
Trener: Lajos Baróti
| Nr | Poz | Piłkarz            | Data urodz.         | Gry | Klub               |
| -- | --- | ------------------ | ------------------- | --- | ------------------ |
| 1  | BR  | Gyula Grosics      | 4 lutego 1926       | 81  | Bányász Tatabánya  |
| 2  | OB  | Sándor Mátrai      | 20 listopada 1932   | 41  | Ferencvárosi TC    |
| 3  | OB  | Kálmán Mészöly     | 16 lipca 1941       | 4   | Vasas SC           |
| 4  | OB  | László Sárosi      | 27 lutego 1932      | 25  | Vasas SC           |
| 5  | OB  | Ernő Solymosi      | 21 września 1940    | 16  | Újpest FC          |
| 6  | PO  | Ferenc Sipos       | 13 grudnia 1932     | 44  | MTK Budapeszt      |
| 7  | NA  | Károly Sándor      | 29 listopada 1928   | 58  | MTK Budapeszt      |
| 8  | NA  | János Göröcs       | 8 maja 1939         | 32  | Újpest FC          |
| 9  | NA  | Flórián Albert     | 15 września 1941    | 23  | Ferencvárosi TC    |
| 10 | PO  | Lajos Tichy        | 21 marca 1935       | 53  | Budapest Honvéd FC |
| 11 | NA  | Máté Fenyvesi      | 20 września 1933    | 42  | Ferencvárosi TC    |
| 12 | OB  | Kálmán Sóvári      | 21 grudnia 1940     | 7   | Újpest FC          |
| 13 | OB  | Kálmán Ihász       | 6 grudnia 1941      | 0   | Vasas SC           |
| 14 | PO  | István Nagy        | 14 kwietnia 1939    | 1   | MTK Budapeszt      |
| 15 | PO  | Iván Menczel       | 14 grudnia 1941     | 0   | Salgótarjáni BTC   |
| 16 | NA  | János Farkas       | 27 marca 1942       | 4   | Vasas SC           |
| 17 | NA  | Gyula Rákosi       | 9 października 1938 | 3   | Ferencvárosi TC    |
| 18 | NA  | Tivadar Monostori  | 24 sierpnia 1936    | 5   | Dorogi Bányász     |
| 19 | NA  | Béla Kuharszki     | 20 kwietnia 1940    | 5   | Újpest FC          |
| 20 | NA  | László Bödör       | 1933                | 1   | MTK Budapeszt      |
| 21 | BR  | Antal Szentmihályi | 3 czerwca 1937      | 1   | Vasas SC           |
| 22 | BR  | István Ilku        | 6 marca 1933        | 6   | Dorogi Bányász     |

### Anglia
Trener: Walter Winterbottom
| Nr | Poz | Piłkarz         | Data urodz.          | Gry | Klub                    |
| -- | --- | --------------- | -------------------- | --- | ----------------------- |
| 1  | BR  | Ron Springett   | 22 lipca 1935        | 21  | Sheffield Wednesday     |
| 2  | OB  | Jimmy Armfield  | 2 września 1935      | 25  | Blackpool               |
| 3  | OB  | Ray Wilson      | 17 grudnia 1934      | 11  | Huddersfield Town       |
| 4  | NA  | Bobby Robson    | 18 lutego 1933       | 20  | West Bromwich Albion    |
| 5  | PO  | Peter Swan      | 8 października 1936  | 19  | Sheffield Wednesday     |
| 6  | PO  | Ron Flowers     | 28 lipca 1934        | 32  | Wolverhampton Wanderers |
| 7  | PO  | John Connelly   | 18 lipca 1938        | 8   | Burnley                 |
| 8  | NA  | Jimmy Greaves   | 20 lutego 1940       | 18  | Tottenham Hotspur       |
| 9  | NA  | Gerry Hitchens  | 8 października 1934  | 5   | Inter Mediolan          |
| 10 | NA  | Johnny Haynes   | 17 października 1934 | 52  | Fulham                  |
| 11 | NA  | Bobby Charlton  | 11 października 1937 | 35  | Manchester United       |
| 12 | BR  | Alan Hodgkinson | 16 sierpnia 1936     | 5   | Sheffield United        |
| 13 | NA  | Derek Kevan*    | 6 marca 1935         | 14  | West Bromwich Albion    |
| 14 | PO  | Stan Anderson   | 27 lutego 1933       | 2   | Sunderland              |
| 15 | OB  | Maurice Norman  | 8 maja 1934          | 1   | Tottenham Hotspur       |
| 16 | OB  | Bobby Moore     | 12 kwietnia 1941     | 1   | West Ham                |
| 17 | PO  | Bryan Douglas   | 27 maja 1934         | 29  | Blackburn Rovers        |
| 18 | NA  | Roger Hunt      | 20 lipca 1938        | 1   | Liverpool               |
| 19 | NA  | Alan Peacock    | 29 października 1937 | 0   | Middlesbrough           |
| 20 | PO  | George Eastham  | 23 września 1936     | 0   | Arsenal                 |
| 21 | OB  | Don Howe        | 12 października 1935 | 23  | West Bromwich Albion    |
| 22 | BR  | Gordon Banks*   | 30 grudnia 1937      | 0   | Leicester City          |

- Niektóre źródła twierdzą, że tylko 20 z kadry 2 piłkarzy pojechało na chilijskie finały, a w domu zostali Gordon Banks i Derek Kevan[1]

### Argentyna
Trener: Juan Carlos Lorenzo
| Nr | Poz | Piłkarz             | Data urodz.         | Gry | Klub                      |
| -- | --- | ------------------- | ------------------- | --- | ------------------------- |
| 1  | BR  | Antonio Roma        | 13 lipca 1932       |     | Boca Juniors              |
| 2  | OB  | José Ramos Delgado  | 26 sierpnia 1935    |     | River Plate               |
| 3  | OB  | Silvio Marzolini    | 4 października 1940 |     | Boca Juniors              |
| 4  | OB  | Alberto Sainz       | 13 grudnia 1937     |     | River Plate               |
| 5  | PO  | Federico Sacchi     | 9 sierpnia 1936     |     | Racing Club de Avellaneda |
| 6  | OB  | Raúl Páez           | 26 maja 1937        |     | San Lorenzo de Almagro    |
| 7  | NA  | Héctor Facundo      | 2 listopada 1937    |     | San Lorenzo de Almagro    |
| 8  | NA  | Martín Pando        | 26 grudnia 1934     |     | River Plate               |
| 9  | NA  | Marcelo Pagani      | 19 sierpnia 1941    |     | River Plate               |
| 10 | NA  | José Sanfilippo     | 4 maja 1935         |     | San Lorenzo de Almagro    |
| 11 | NA  | Raúl Belén          | 1 lipca 1931        |     | Racing Club de Avellaneda |
| 12 | BR  | Rogelio Domínguez   | 9 marca 1932        |     | River Plate               |
| 13 | PO  | Oscar Rossi         | 27 lipca 1930       |     | San Lorenzo de Almagro    |
| 14 | OB  | Alberto Mariotti    | 23 sierpnia 1935    |     | San Lorenzo de Almagro    |
| 15 | OB  | Rubén Navarro       | 11 marca 1933       |     | CA Independiente          |
| 16 | PO  | Antonio Rattín      | 16 maja 1937        |     | Boca Juniors              |
| 17 | OB  | Rafael Albrecht     | 28 sierpnia 1941    |     | Estudiantes La Plata      |
| 18 | OB  | Vladislao Cap       | 5 lipca 1934        |     | River Plate               |
| 19 | NA  | Rubén Sosa          | 14 listopada 1936   |     | Racing Club de Avellaneda |
| 20 | NA  | Juan Carlos Oleniak | 4 marca 1942        |     | Estudiantes La Plata      |
| 21 | PO  | Ramón Abeledo       | 29 kwietnia 1937    |     | CA Independiente          |
| 22 | NA  | Alberto González    | 21 sierpnia 1941    |     | Boca Juniors              |

### Bułgaria
Trener: Georgi Paczedżiew
| Nr | Poz | Piłkarz           | Data urodz.       | Gry | Klub              |
| -- | --- | ----------------- | ----------------- | --- | ----------------- |
| 1  | BR  | Georgi Najdenow   | 21 grudnia 1931   |     | CDNA Sofia        |
| 2  | OB  | Kirił Rakarow     | 24 maja 1932      |     | CDNA Sofia        |
| 3  | OB  | Iwan Dimitrow     | 14 maja 1935      |     | Łokomotiw Sofia   |
| 4  | OB  | Stojan Kitow      | 27 sierpnia 1938  |     | Spartak Sofia     |
| 5  | OB  | Dimityr Kostow    | 26 lipca 1936     |     | Lewski Sofia      |
| 6  | PO  | Nikoła Kowaczew   | 4 czerwca 1934    |     | CDNA Sofia        |
| 7  | PO  | Todor Diew        | 28 stycznia 1934  |     | Spartak Płowdiw   |
| 8  | OB  | Dimityr Dimow     | 13 grudnia 1937   |     | Spartak Płowdiw   |
| 9  | NA  | Christo Iliew     | 11 maja 1936      |     | Lewski Sofia      |
| 10 | NA  | Iwan Kolew        | 1 listopada 1930  |     | CDNA Sofia        |
| 11 | NA  | Dimityr Jakimow   | 12 lipca 1941     |     | CDNA Sofia        |
| 12 | OB  | Dobromir Żeczew   | 12 listopada 1942 |     | Spartak Sofia     |
| 13 | NA  | Petyr Weliczkow   | 8 sierpnia 1940   |     | Łokomotiw Sofia   |
| 14 | NA  | Georgi Sokołow    | 19 czerwca 1942   |     | Lewski Sofia      |
| 15 | NA  | Georgi Asparuchow | 4 maja 1943       |     | Botew Płowdiw     |
| 16 | PO  | Aleksandyr Kostow | 5 marca 1938      |     | Lewski Sofia      |
| 17 | PO  | Pantelej Dimitrow | 14 maja 1935      |     | CDNA Sofia        |
| 18 | BR  | Iwan Iwanow       | 1942              |     | Czerno More Warna |
| 19 | NA  | Dinko Dermendżiew | 2 czerwca 1941    |     | Botew Płowdiw     |
| 20 | BR  | Nikoła Pyrczanow  |                   |     | Spartak Plewen    |
| 21 | NA  | Panajot Panajotow | 30 grudnia 1930   |     | FK Crvena zvezda  |
| 22 | PO  | Georgi Nikołow    |                   |     | CDNA Sofia        |

### Legenda
- BR – bramkarz
- OB – obrońca
- PO – pomocnik
- NA – napastnik